# Archivio di Stato di Alessandria
L'Archivio di Stato di Alessandria è l'ufficio periferico del Ministero della Cultura che a norma di legge conserva la documentazione storica prodotta dalle amministrazioni periferiche dello Stato nella provincia di Alessandria e per deposito volontario, custodia temporanea, donazione o acquisto ogni altro archivio o raccolta documentaria di importanza storica.

## Storia
Istituito come Sezione di Archivio di Stato con DM 5 dicembre 1940, in esecuzione della legge 22 dicembre 1939, n. 2006, divenne Archivio di Stato in seguito al DPR 30 settembre 1963, n. 1409.
La prima sede fu lo storico palazzo Trotti-Bentivoglio (XV-XVII secolo), sito in via Vescovado, bombardato il 30 aprile 1944. Fortunatamente all'esplosione sopravvisse l'ala sinistra, dove erano conservati alcune collezioni archivistiche. Invece la maggior parte dei fondi archivistici era precedentemente stata spostata in un luogo più sicuro fuori città. L'ufficio amministrativo fu quindi provvisoriamente trasferito nell'abitazione dell'allora direttore Gallia, in via Napoli 16.
In seguito, dal 1948 al 1960 la sede dell'Archivio di Stato fu spostata in via Parma, nel palazzo dove avevano sede gli Uffici Giudiziari, e dal 1960 al 1975 in via Marsala 19.
Dal 1975 l'Archivio di Stato ha sede in via Solero 43, in un ex edificio industriale costruito verso i primi anni del XX secolo, originariamente fabbrica di pasta, poi di profilati d'alluminio, quindi di mobili, infine dismesso e concesso dalla proprietà in locazione al Ministero.

### Alluvione 1994
A seguito dell'alluvione del Tanaro avvenuta ad Alessandria il 6 novembre 1994, l'Archivio di Stato di Alessandria svolse un importante lavoro finalizzato al salvataggio e recupero dei documenti di diversi enti pubblici colpiti dal fango.

## Patrimonio
Il territorio dell'attuale provincia è storicamente costituito dall'Alessandrino propriamente detto e da parte del Monferrato, oltre a qualche zona un tempo appartenente alla repubblica di Genova. Parte della documentazione conservata nell'antico archivio notarile del Monferrato riguarda località oggi appartenenti alle province limitrofe di Asti, Cuneo, Savona, Vercelli e Torino. Archivi di magistrature locali antiche, di corporazioni religiose soppresse e del marchesato, poi ducato, di Monferrato sono conservate presso l'AS Torino; altra documentazione del marchesato si trova presso l'AS Mantova. Documentazione prevalentemente di uffici giudiziari, relativa a località del Monferrato, è conservata presso l'AS Asti.